# Васкес, Лукас
Лу́кас Ва́скес Игле́сиас (исп. Lucas Vázquez Iglesias; род. 1 июля 1991, Куртис, Галисия) — испанский футболист, правый вингер.

## Клубная карьера
Лукас начинал свою карьеру в скромных «Куртисе» и «Урале», из низших испанских дивизионов. С 2007 года он находился в системе мадридского «Реала».

### «Кастилья»
Дебютировал в составе «Кастильи» в матче против «Спортинг Хихон B» 21 августа 2011 года. Лукас Васкес забил свой дебютный гол команде «Ла-Рода» при счёте 2-2 25 февраля 2012 года.
В сезоне 2012/13, игрок вместе с командой под руководством Альберто Ториля вернулись в Сегунду Б, благодаря чему он сумел дебютировать в Ла Лиге .

### «Эспаньол»
Летом 2014 года Васкес перешёл в «Эспаньол» на правах аренды, где дебютировал в матче против «Севильи» во втором туре проиграв со счётом 1-2. Забил первый гол в матче против «Реал Сосьедад», где его команда выиграла 2-0. В конце сезона, когда срок аренды закончился, «Эспаньол» намеревался использовать опцию выкупа в контракте, но «Реал Мадрид» использовал опцию перевыкупа по просьбе главного тренера команды Рафаэля Бенитеса.

### «Реал Мадрид»
После пройденного этапа в качестве игрока «Эспаньола». Дебют в составе первой команд Мадрида состоялся 24 июля 2012 года в товарищеском матче во время предсезонки против «Реала Овьедо», где сразу же отличился дебютным голом. Во время предсезонки 2014/15 года отправился вместе с командой на турнир International Champions Cup в США. Вышел в основном составе на этом турнире в матче против «Ромы» и миланского «Интера»
Вместе с «Реал Мадридом» выиграл «Лигу чемпионов» встретившись в финале с «Атлетико Мадрид», где вышел на замену на 76-й минуте заменив Карима Бензема. Забил один из голов в серии послематчевых пенальти.
В матче кубка Испании сезона 2017/18 против «Нумансии» Васкес сделал свой первый дубль в профессиональной карьере.
В 2021 году футболист заключил новый контракт с «Реалом» — на 3 года — до 30 июня 2024 года.

## Выступления за сборную
В июне 2016 года Лукас был вызван на товарищеский матч против сборной Грузии, провёл на поле 62 минуты, так же попал в заявку на Чемпионат Европы 2016 года. Все три матча группового этапа он провёл на скамейке запасных, выйдя на замену только в 1/8 финала против итальянцев, где сборная Испании проиграла.

## Личная жизнь
18 июня 2017 года футболист женился на своей девушке Макарене Родригес. 30 мая 2018 года у пары родился сын Лукас-младший.

## Достижения
«Реал Мадрид»
- Чемпион Испании (4): 2016/17, 2019/20, 2021/2022, 2023/24
- Обладатель Кубка Испании: 2022/23
- Обладатель Суперкубка Испании (3): 2017, 2019/20, 2021/22
- Победитель Лиги чемпионов УЕФА (5): 2015/16, 2016/17, 2017/18, 2021/22, 2023/24
- Обладатель Суперкубка УЕФА (4): 2016, 2017, 2022, 2024
- Победитель Клубного чемпионата мира (3): 2016, 2017, 2018
- Обладатель Межконтинентального кубка: 2024

## Статистика выступлений
| Выступление          | Выступление      | Выступление      | Лига | Лига | Кубок | Кубок | Еврокубки | Еврокубки | Прочие | Прочие | Итого | Итого |
| Клуб                 | Лига             | Сезон            | Игры | Голы | Игры  | Голы  | Игры      | Голы      | Игры   | Голы   | Игры  | Голы  |
| -------------------- | ---------------- | ---------------- | ---- | ---- | ----- | ----- | --------- | --------- | ------ | ------ | ----- | ----- |
| Реал Мадрид Кастилья | Сегунда Б        | 2011/12          | 23   | 4    | —     | —     | —         | —         | 3      | 0      | 26    | 4     |
| Реал Мадрид Кастилья | Сегунда          | 2012/13          | 26   | 3    | —     | —     | —         | —         | —      | —      | 26    | 3     |
| Реал Мадрид Кастилья | Сегунда          | 2013/14          | 40   | 8    | —     | —     | —         | —         | —      | —      | 40    | 8     |
| Реал Мадрид Кастилья | Итого            | Итого            | 89   | 15   | —     | —     | —         | —         | 3      | 0      | 92    | 15    |
| Эспаньол             | Примера          | 2014/15          | 33   | 3    | 6     | 1     | —         | —         | —      | —      | 39    | 4     |
| Эспаньол             | Итого            | Итого            | 33   | 3    | 6     | 1     | —         | —         | —      | —      | 39    | 4     |
| Реал Мадрид          | Примера          | 2015/16          | 25   | 4    | 1     | 0     | 7         | 0         | —      | —      | 33    | 4     |
| Реал Мадрид          | Примера          | 2016/17          | 33   | 2    | 4     | 1     | 10        | 1         | 3      | 0      | 50    | 4     |
| Реал Мадрид          | Примера          | 2017/18          | 33   | 4    | 5     | 3     | 10        | 1         | 5      | 0      | 53    | 8     |
| Реал Мадрид          | Примера          | 2018/19          | 31   | 1    | 7     | 3     | 6         | 1         | 3      | 0      | 47    | 5     |
| Реал Мадрид          | Примера          | 2019/20          | 18   | 2    | 1     | 1     | 4         | 0         | 0      | 0      | 23    | 3     |
| Реал Мадрид          | Примера          | 2020/21          | 24   | 2    | 1     | 0     | 8         | 0         | 1      | 0      | 34    | 2     |
| Реал Мадрид          | Примера          | 2021/22          | 29   | 3    | 2     | 0     | 8         | 0         | 2      | 0      | 41    | 3     |
| Реал Мадрид          | Примера          | 2022/23          | 23   | 4    | 1     | 0     | 5         | 0         | 1      | 0      | 30    | 4     |
| Реал Мадрид          | Примера          | 2023/24          | 29   | 3    | 0     | 0     | 9         | 0         | 0      | 0      | 38    | 3     |
| Реал Мадрид          | Примера          | 2024/25          | 32   | 1    | 5     | 0     | 10        | 1         | 6      | 0      | 53    | 2     |
| Реал Мадрид          | Итого            | Итого            | 277  | 26   | 27    | 8     | 77        | 4         | 21     | 0      | 402   | 38    |
| Всего за карьеру     | Всего за карьеру | Всего за карьеру | 399  | 44   | 33    | 9     | 77        | 4         | 24     | 0      | 533   | 57    |

1. ↑  Прочие официальные матчи: Плей-офф Сегунды Б; Суперкубок Испании; Суперкубок УЕФА; Клубный чемпионат мира; Межконтинентальный кубок.